# Танбридж (мозаика)

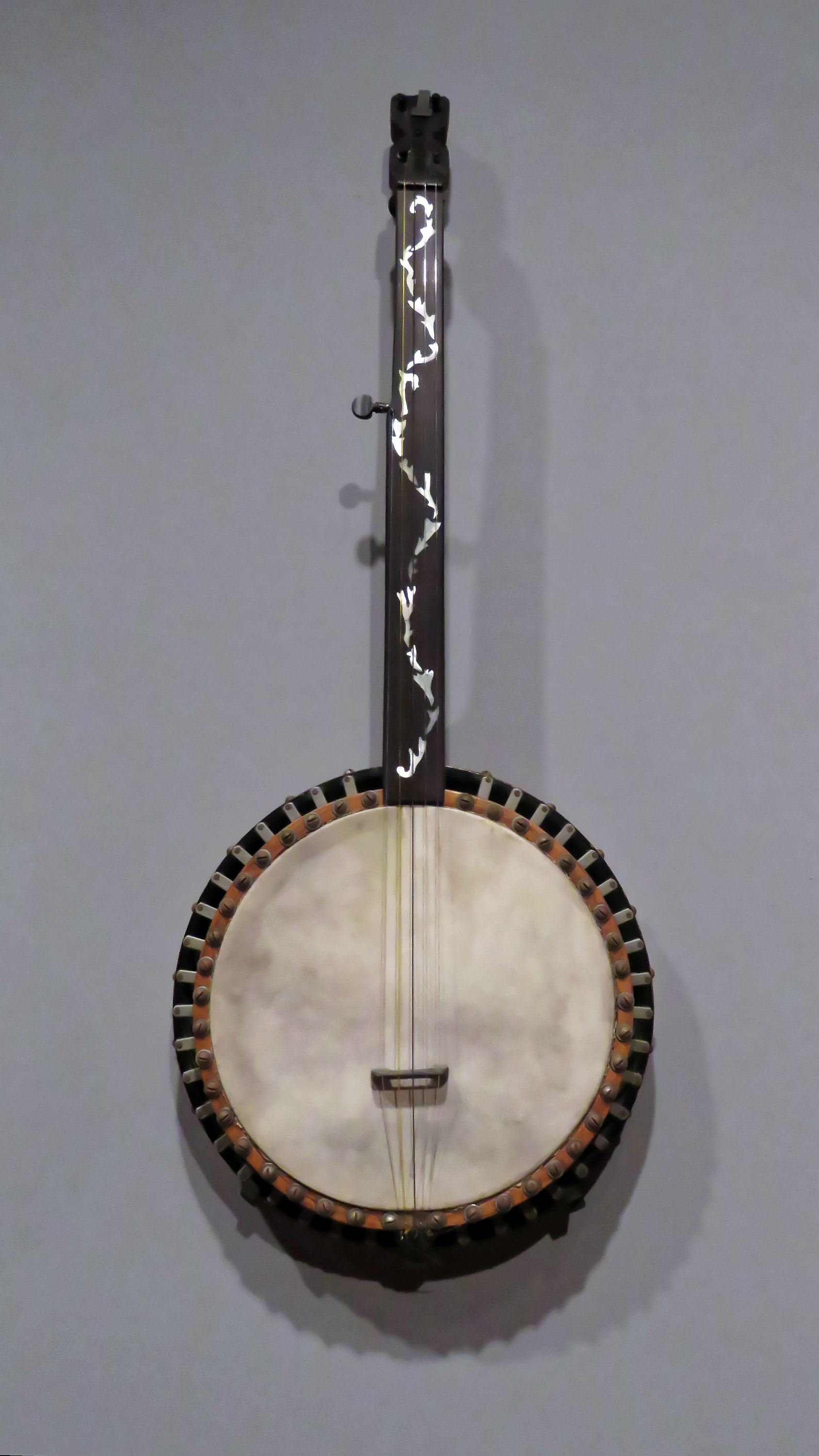
Мозаичная отделка банджо (1870)

Танбридж (англ. Tunbridge) — разновидность инкрустации, торцевой мозаики из дерева. Иногда такую мозаику относят к технике маркетри (наборному дереву), а также называют «английской мозаикой». Название произошло от курортного городка Ройал-Танбридж-Уэлс в английском графстве Кент, в 48 км к юго-востоку от Лондона.
Изделия в технике «танбридж» стали производить в 1830-х годах благодаря изобретению братьев Джеймса и Джорджа Барроу, совладельцев фирмы «Tunbridge Wells». Генри Холламби, ученик братьев Барроу, организовал в 1842 году в этом же городке собственную мастерскую. Другие выдающиеся мастера — Эдмунд Най, Уильям Феннер, Томас Бертон, Роберт Рассел, Джордж Уайз.
Оригинальная техника заключается в следующем. Деревянные бруски одной длины, но разного цвета собирали в пучки (длиной 15-20 см и около 9 см в поперечнике) и склеивали таким образом, чтобы на торце такой связки получался нужный рисунок. После этого блок распиливали тонкой пилкой на пластинки, которые наклеивали на изделие, полировали и покрывали лаком. Таким образом оформляли столешницы, дверцы шкафчиков, спинки стульев, крышки шкатулок, пюпитры, чайные подносы и табакерки. Многие мотивы заимствовали из вышивок. В редких случаях торцевую мозаику сочетали с традиционной техникой маркетри.
Вначале использовали геометрический орнамент, но затем, с 1840-х годов, согласно моде на стиль бидермайер, в технике «танбридж» получали распространение изображения цветов, птиц и зверей, сельских пейзажей. Изделия мастерской «Tunbridge Wells» с успехом демонстрировали на Всемирных выставках 1851 года в Лондоне и 1855 года в Париже. В 1880—1900-х годах производство оригинальных изделий испытывало кризис. Последняя мастерская в Танбридж-Уэллс закрылась в 1927 году.
Происхождение английской мозаики исследователи связывают с итальянской традицией деревянного набора, в частности чертозианской мозаики, которая сложилась, по одной из версий, под влиянием арабского искусства. Однако сама техника и декоративные мотивы английской мозаики вполне самобытны.
Образцы английской мозаики «танбридж» хранятся в Музее Виктории и Альберта в Лондоне, Музее декоративных искусств в Праге, Государственном Эрмитаже в Санкт-Петербурге. Многие изделия в этой технике экспонируются в Музее и художественной галерее Танбридж-Уэллса (Tunbridge Wells Museum and Art Gallery).